# Alexander A. Farrelly
Alexander Anthony Farrelly (* 29. Dezember 1923 in Frederiksted, Amerikanische Jungferninseln; † 10. September 2002 in Arlington, Virginia) war ein US-amerikanischer Politiker. Zwischen 1987 und 1995 war er Gouverneur der Amerikanische Jungferninseln.

## Werdegang
Während des Zweiten Weltkrieges diente Alexander Farrelly bis 1946 in der US Army. Danach studierte er an der St. John’s University in New York City das Fach Geschichte. Nach einem anschließenden Jurastudium an derselben Universität sowie an der Yale University und seiner Zulassung als Rechtsanwalt begann er in diesem Beruf zu arbeiten. Im Jahr 1959 war er als Jurist  mit dem Spezialgebiet Karibische Angelegenheiten für die UNO tätig. 1962 wurde er stellvertretender Bundesstaatsanwalt für die Amerikanischen Jungferninseln; im Jahr 1965 war er dort als Richter tätig. Politisch schloss er sich der Demokratischen Partei an. 1966 wurde er in das Parlament seiner Heimat gewählt.
Bei den Wahlen des Jahres 1986 wurde Farrelly als Nachfolger von Juan Francisco Luis zum neuen Gouverneur des Außengebietes gewählt. Nach einer Wiederwahl konnte er dieses Amt zwischen dem 5. Januar 1987 und dem 5. Januar 1995 ausüben. Er legte Wert auf gute Arbeitsbedingungen und förderte soziale Reformen. Außerdem verbesserte er die Infrastruktur der Jungferninseln. Er wurde auch dafür bekannt, dass er viele Frauen im öffentlichen Dienst einstellte. Im Jahr 1989 musste er sich mit dem Hurrikan Hugo und dessen Folgen auseinandersetzen.
Nach dem Ende seiner Zeit als Gouverneur trat Alexander Farrelly politisch nicht mehr in Erscheinung. Er starb nach langer Krankheit am 10. September 2002 in Arlington.